# 巴夫雷
54°24′N 53°15′E / 54.400°N 53.250°E

巴夫雷在韃靼斯坦共和國的位置（右下）

巴夫雷（俄语：Бавлы́）是俄羅斯韃靼斯坦共和國東南部的一個城市，位於首府喀山東南369公里的伏爾加河畔。2002年人口22,939人。
1755年建立，1998年設市。